# Ghadr-110
El Ghadr-110 o Qadr-110 (en persa: قدر-110, equivalent en català a «Intensitat-110») és un míssil balístic d'abast mitjà dissenyat i desenvolupat per l'Iran. Té un abast de 1800 km a 2000 km. Les Forces Armades iranianes van mostrar-lo al públic per primera vegada en una desfilada militar anual, que es fa per a commemorar la guerra Iran-Iraq.

## Característiques i fabricació
El Ghadr-110 és una versió millorada del Shahab-3A, també conegut com a Ghadr-101. Es creu que té una primera etapa de combustible líquid i una segona etapa de combustible sòlid, la qual cosa li permet tenir un rang de fins a 1500 km. S'ha suggerit que el Ghadr-101 i el Ghadr-110 haurien de poder proveir les capacitats ASAT i MBAI a les forces armades de l'Iran.
El míssil Qadr es va presentar per primera vegada en una desfilada anual amb motiu de l'aniversari de l'inici bèl·lic contra l'Iraq i se'n fabriquen tres models: «Qadr S» amb un abast de 1350 km, «Qadr H» amb 1650 km i «Qadr F» amb un abast de 1950 km. La sèrie de míssils duu una ogiva amb un pes de 650 kg a 1000 kg que transporta el Qadr F. També té una longitud de 15,5 a 16,58 metres amb un pes total de 15 a 17,48 tones, en què el model base pesa dues tones més en comparació amb el Shahab-3.
El Ghadr-110 té una major maniobrabilitat i un temps de preparació més curt que el Shahab-3; el seu temps de configuració és de 30 minuts, mentre que el Shahab-3 més antic té un temps de configuració d'algunes hores. El míssil s'ha fabricat íntegrament a l'Iran al complex d'indústries de míssils de màxima seguretat Hemmat.

## Història
El 21 de novembre de 2015 i el 29 de gener de 2017, l'Iran va dur a terme llançaments del Ghadr-110. Els Estats Units d'Amèrica van veure-ho com una violació de la Resolució 2231 del Consell de Seguretat de les Nacions Unides que sol·licitava l'Iran de no treballar en cap míssil balístic capaç d'incorporar o llançar ogives nuclears. L'ambaixador de Rússia a l'ONU ho negà i asseverà que «una trucada és diferent d'una prohibició, per la qual cosa legalment no es pot violar una trucada, podeu complir alló parlat a una trucada o podeu ignorar-ho, però no podeu "violar la trucada"».
El ministre d'Afers Exteriors de l'Iran, Javad Zarif, respongué que com que l'Iran no posseïa armes nuclears, ni tenia la intenció de tenir-ne mai, no dissenyava els seus míssils perquè puguin contenir caps nuclears, una declaració que fou qüestionada amb el descobriment de l'arxiu nuclear iranià. No obstant això, el company sènior de defensa de míssils de l'IISS, Michael Elleman, indicà que el disseny de la bomba presentat per Binyamín Netanyahu s'adaptaria al con frontal Nodong/Shahab-3 de l'Iran, anterior al 2004 però no pas a cap dels míssils posteriors al 2004 (inclòs el míssil Ghadr-110).
El 6 de novembre de 2023, es disparà des del Iemen un míssil Ghadr-110 pels huthis cap a Israel, que finalment fou interceptat pel sistema Arrow-2 mentre encara es trobava fora de l'atmosfera terrestre. Aquest esdeveniment fou descrit com la primera acció de combat a l'espai exterior en la història de la humanitat.